# فی توزر
فی لوئیس توزر اسمیت (زاده ۱۴ نوامبر ۱۹۷۵) خواننده و بازیگر انگلیسی است که بیشتر به عنوان یکی از اعضای گروه پاپ استپ شناخته می‌شود.
در سال ۲۰۰۲، او با دوست پسر دانمارکی دیرینه اش جسپر ایرن در کلیسای Priory در دانستیبل، بدفوردشر ازدواج کرد. بعد از پنج سال طلاق گرفتند.
او در ۲۴ فوریه ۲۰۰۹ اولین فرزندش را به دنیا آورد که بنجامین بارینگتون توزر اسمیت نام داشت. در ۵ دسامبر ۲۰۰۹، توزر با مایکل اسمیت در مراسمی در تالار بیمیش ازدواج کرد که در قسمتی از سریال چهار عروسی مشهور از تلویزیون پخش شد.